# Parque nacional de Panna
El parque nacional de Panna es un parque nacional de la India, dentro del estado de Madhya Pradesh, en los distritos de Panna y Chhatarpur. Tiene una superficie de 542,67 kilómetros cuadrados. 

## Historia
Este parque nacional fue creado en 1981. Posteriormente, fue declarado en 1994 como la 22.ª reserva del tigre y la 5.ª en Madhya Pradesh,
Panna recibió el Premio de Excelencia en 2007 como el parque nacional mejor mantenido de la India por el Ministerio de Turismo de la India. Sin embargo, para el año 2009, toda la población de tigres había sido eliminado por la caza furtiva con la connivencia de funcionarios del departamento forestal.

## Bioma
Consecuencia de la fragmentación de hábitat de la región, el parque nacional de Panna, compuesta de territorio boscoso de Panna Norte y Sur, es la última parcela de hábitat salvaje aún intacta en la parte septentrional de Madhya Pradesh.

## Fauna
Entre los animales que se encuentran aquí están el tigre de Bengala, el leopardo, chital, chinkara o gacela india, nilgó, sambar y oso perezoso. El parque es el hogar de más de 200 especies de aves, incluyendo el ánsar indio, el abejero oriental, el buitre cabecirrojo y la cotorra carirroja.

## Reserva del tigre
El parque nacional de Panna fue declarado como una de las reservas del tigre de la India en 1994/95 y colocado bajo la protección del Proyecto Tigre. El declive de la población de tigres en Panna ha sido denunciado en diversas ocasiones. Dos hembras de tigre fueron reubicadas aquí desde otros parques nacionales (Bandhavgarh y Kanha) en marzo de 2009. Sin embargo, el último tigre macho ya había desaparecido. Un comité se formó para investigar la desaparición de los tigres.
En junio de 2009 se anunció oficialmente que la reserva, que tenía más de 40 tigres seis años antes, ya no tenía ningún tigre macho y sólo quedaban dos hembras, las que habían sido llevadas de otro parque poco antes
En febrero de 2012, tres años después de que toda la población de tigres de la reserva desapareciera, el gobierno de Madhya Pradesh no ha determinado de quién es la responsabilidad por este desastre, ni ha pasado la investigación al Buró central de investigación a pesar de peticiones al respecto por parte del Ministerio de Medio Ambiente y Bosques y la oficina del primer ministro.
El Ministerio de Medio Ambiente y Bosques  (MoEF) aprobó una propuesta de trasladar dos tigres y dos tigresas a la reservaen junio de 2009. Una hembra cada uno desde el parque de Bandhavgarh (código T1) y otra de Kanha (T2) fueron trasladadas a la reserva del tigre de Panna. Un tigre macho, con el código T3, fue llevado desde la reserva del tigre de Pench pero se marchó del parque poco después, en noviembre de 2009 El tigre empezó a caminar hacia su hogar en el parque nacional de Pench, lo que indica instintos por el hogar. Se movió firmemente a través de zonas ocupadas por los hombres sin causar ningún conflicto. El personal del departamento forestal lo siguió de forma continua durante más de un mes y finalmente lo devolvieron a la reserva del tigre de Panna. Ahí se asentó bien, estableció territorio y comenzó a aparearse. 
La tigresa T1, trasladada desde el parque nacional de Bandhavgarh, dio a luz a cuatro cachorros en abril de 2010 de los cuales dos sobreviven hasta la fecha. La segunda tigresa, T2, procedente de Kanha, dio a luz a cuatro cachorros varios meses después y todos sobreviven hasta la fecha.
Una tercera tigresa, a la que se dio el código T4, un cachorro huérfano fue reintroducida en Panna en marzo de 2011. Aprendió habilidades cazadoras con la ayuda del mayo y se apareó con él. Fue encontrada muerta el 19 de septiembre de 2014 por una infección causada por su radio-collar. Su hermana T5 fue liberada en Panna en noviembre de 2011.
 De esta manera, cuatro tigres y alrededor de 10 cachorros de hasta dos años se encuentran asentados en la reserva del tigre de Panna en la actualidad y su progreso está siendo monitorizado con regularidad por el Departamento Forestal.

## Reserva de la biosfera
Ha sido declarada reserva de la biosfera el 25 de agosto de 2011.